# Nella bocca della tigre
Nella bocca della tigre è il sesto album in studio del rapper italiano Mondo Marcio, pubblicato il 15 aprile 2014 dalla Universal Music Group.

## Descrizione
Nella bocca della tigre è un concept album interamente scritto e prodotto dallo stesso Mondo Marcio ed è caratterizzato dalla presenza di campionamenti di alcuni brani della cantante Mina. L'album è stato anticipato dal videoclip della title track, uscito l'11 marzo, e dal primo singolo A denti stretti, pubblicato per il download digitale il 25 marzo (compleanno di Mina) ed entrato in rotazione radiofonica tre giorni più tardi.
Mondo Marcio ha raccontato di aver realizzato questo concept album dopo aver inviato a Mina un brano in cui aveva inserito un pezzo di una sua vecchia hit. Mina ne è stata entusiasta, l'ha contattato e l'ha invitato a realizzare un intero album utilizzando campioni dei suoi brani più e meno conosciuti.
Il rapper ha specificato in varie interviste che l'album non è dedicato a Mina, ma ne rende omaggio, in quanto la ritiene un'artista sempreverde.

## Tracce
Musiche di Gian Marco Marcello, eccetto dove indicato.
1. Prologo – 0:58 (testo: Gian Marco Marcello, Joan Manuel Serrat)
2. Il richiamo – 2:44 (testo: Gian Marco Marcello, Joan Manuel Serrat)
3. Meno fragile – 3:52 (testo: Gian Marco Marcello, Massimiliano Pani, Alberto De Martini)
4. Fiore nero – 3:19 (testo: Gian Marco Marcello, Massimiliano Pani, Samuele Cerri)
5. Un bacio? (Troppo poco) – 4:00 (testo: Gian Marco Marcello, Antonio Amurri, Bruno Canfora)
6. Solo parole – 3:09 (testo: Gian Marco Marcello, Gianni Ferrio, Leo Chiosso, Giancarlo Del Re)
7. A denti stretti – 3:55 (testo: Gian Marco Marcello, Alberto Salerno, Gian Pietro Felisatti)
8. La fiera della vanità – 3:49 (testo: Gian Marco Marcello, Anselmo Genovese)
9. Dove sarai tu – 6:38 (testo: Gian Marco Marcello,  Franco Franchi, Gian Franco Reverberi)
10. Nella bocca della tigre – 3:28 (testo: Gian Marco Marcello, Massimiliano Pani, Samuele Cerri – musica: Gian Marco Marcello, Alessandro De Pieri, Claudio Pelusio)
11. Eli-Mina-Zione – 4:19 (testo: Gian Marco Marcello, Manuel Agnelli)
12. Se adesso te ne vai – 4:04 (testo: Gian Marco Marcello, Giulio Rapetti, Alberto Testa, Nino Ferrer)

## Formazione
- Mondo Marcio – voce, produzione
- Mina – voce
- Ackeejuice Rockers – produzione (traccia 10)

## Classifiche
| Classifica (2014) | Posizione massima |
| ----------------- | ----------------- |
| Italia            | 4                 |